# Bomílcar (siglo III a. C.)
Bomílcar (siglo III a. C.) fue un general cartaginés de la segunda guerra púnica.
Fue el general de los suministros cartagineses, elegido por Aníbal tras la batalla de Cannas (216 a. C.), y con el cual llegó a Italia al año siguiente. En el 214 a. C. fue, con cincuenta y cinco barcos, en auxilio de Siracusa, tras el asedio por los romanos; sin embargo, al encontrarse en inferioridad frente al ejército romano se retiró a África.